# Xynobius transitus
Xynobius transitus är en stekelart som först beskrevs av Papp 1985.  Xynobius transitus ingår i släktet Xynobius och familjen bracksteklar. Inga underarter finns listade i Catalogue of Life.